# Anđeli pakla
Motorciklistički klub Anđeli pakla (engl. Hells Angels Motorcycle Club - HAMC) je svetski motociklistički klub jednoprocentaša čiji članovi obično voze motocikle Harli-Dejvidson.
U maju 2019. godine sud u Utrehtu doneo je presudu kojom je Holandija postala prva zemlja koja je u potpunosti zabranila Anđele smrti; druge zemlje poput Nemačke zabranile su lokalna poglavlja, ali nikada cele klubove. Ministarstvo pravde Sjedinjenih Država smatra da je klub sindikat organizovanog kriminala. U Sjedinjenim Državama i Kanadi Anđeli smrti su zasnovani kao Hels Anđels motorciklistička korporacija. Uobičajeni nadimci za klub su „H.A.”, „Red & Vhite”, „HAMC” i „81”. Sa članstvom od preko 6.000 i 467 ogranaka u 59 zemalja, HAMC je najveći „odmetnički” motociklistički klub na svetu.

## Istorija
Anđeli pakla su nastali 17. marta 1948 u Fontani, Kalifornija, kada se nekoliko malih motociklističkih klubova složilo da se spoje. Prema podacima veb lokacije Anđela pakla, neosnovana je sugestija da su bivše trupe koje su se pridružile klubu uključivale neprilagođene i nezadovoljne osobe. Taj izvor takođe napominje da je ime organizacije prvi predložio saradnik osnivača po imenu Arvid Olsen, koji je tokom Drugog svetskog rata služio u eskadrili „Paklenih anđela” Letećih tigrova u Kini. Njihovo ime je inspirisano tradicijom iz Prvog i Drugog svetskog rata po kojoj su Amerikanci svojim eskadrilama davali žestoke nazive kojima prkose smrti; primer za to leži u jednoj od tri eskadrile P-40 Letećih tigrova stacioniranih u Burmi i Kini, koja je nazvana „Pakleni anđeli”. Godine 1930, u Hauard Hjuzovom filmu Anđeli pakla prikazani su izvanredni i opasni podvizi vazduhoplovstva, a veruje se da su nazivi grupa iz Drugog svetskog rata bazirane na tom filmu. Prema veb lokaciji Anđela pakla, oni su svesni da u nazivu nedostaje apostrof („Hell's”), ali navode „...vi ste oni kojima nedostaje. Nama ne.” 
Deo rane istorije HAMC-a nije jasan, a izvori se razlikuju. Prema Ralfu „Soni” Bargeru, osnivaču ogranka Oukland, rani ogranci kluba osnovani su u San Francisku, Gardeni, Fontani, Oaklandu i drugde, s tim da članovi obično nisu bili svesni da postoje drugi klubovi. Jedan od manje poznatih klubova postojao je u severnom Činu / južnoj Pomoni, krajem 1960-ih.
Drugi izvori tvrde da je Anđeli smrti u San Francisku organizovao Roki Grejvs 1953. godine, član Anđela smrti iz San Bernardina („Berdu”), što implicira da su „Frisco” Anđeli smrti bili itekako svesni svojih preteča. Anđeli smrti „Frisko“ reorganizovani su 1955. godine sa trinaest ogranaka, pri čemu je Frank Sadilek bio predsednik, i koristili su manji, originalni logotip. Oaklandski ogranak je u to vreme predvodio Barger, i oni su koristili veću verziju amblema „mrtvačke glave” s nadimkom „Bargerov veći”, koji je prvi put korišten 1959. godine. Kasnije je on postao klupski standard.
Pakleni anđeli su često prikazani u polumitskom romantičnom maniru poput bande Džejmsa-Jongera iz 19. veka: slobodoumni, ikonični, vezani bratstvom i odanošću. U drugim vremenima, kao u filmu Divlji anđeli Rodžera Kormana iz 1966. godine, prikazani su kao nasilni i nihilistički, tek nešto više od nasilne kriminalne bande i pošasti nad društvom.
Klub je postao prominentan iznutra i uspostavio je svoju reputaciju kao deo kontrakulturnog pokreta šezdesetih godina 20. veka u okrugu Hejt-Ašberi u San Francisku, igrajući ulogu u mnogim vodećim događajima pokreta. Članovi su bili direktno povezani sa mnogim primarnim vođama kontrakulture, kao što su Ken Kizi i Meri Pranksters, Alen Ginzberg, Džeri Garsija i Grejtful ded, Timoti Liri, Bitlsi, Rolingstonsi, Mik Faren i Tom Vulf. Pisanje knjige o klubu pokrenulo je karijeru „Gonzo” novinara Hantera S. Tompsona.
Godine 1973, članovi nekoliko ogranaka organizacije protestovali su na saslušanju Agencije za zaštitu životne sredine zbog predloženog plana prevoza koji uključuje ograničenja upotrebe i prodaje motocikala, kako bi Kalifornija ispunila nove standarde Zakona o čistom vazduhu.

## Literatura
- Sonny Barger (2009). Hell's Angel: The Autobiography of Sonny Barger. HarperCollins. ISBN 978-0-06-184736-3.
- Paul Cherry (2005). The Biker Trials: Bringing Down the Hells Angels. ECW Press. ISBN 978-1-55490-250-7.
- Jerry Langton (2009). Fallen Angel: The Unlikely Rise of Walter Stadnick and the Canadian Hells Angels. John Wiley & Sons. ISBN 978-0-470-73994-5.
- Yves Lavigne (2000). Hell's Angels: Taking Care of Business. Random House of Canada, Limited. ISBN 978-0-7704-2858-7.
- Yves Lavigne (2011). Hells Angels: Into the Abyss. HarperCollins Publishers Limited. ISBN 978-1-4434-0411-2.
- Yves Lavigne (2011). Hell's Angels at War. HarperCollins Publishers Limited. ISBN 978-1-4434-0410-5.
- William Marsden; Julian Sher (2010). Angels of Death: Inside the Bikers' Empire of Crime. Knopf Canada. ISBN 978-0-307-37032-7.
- Valerie Smart (2001). The Original Hell's Angels: 303rd Bombardment Group of World War II. Arcadia Publishing. ISBN 978-0-7385-0910-5.
- Julian Sher; William Marsden (2010). The Road to Hell: How the Biker Gangs are Conquering Canada. Knopf Canada. ISBN 978-0-307-36586-6.
- Carter F. Smith (2017). Gangs and the Military: Gangsters, Bikers, and Terrorists with Military Training. Rowman & Littlefield. ISBN 9781442275171.
- Hunter S. Thompson (1999). Hell's Angels: A Strange and Terrible Saga. Modern Library. ISBN 978-0-679-60331-3.
- Edward Winterhalder; Wil De Clercq (2008). The Assimilation: Rock Machine Become Bandidos: Bikers United Against the Hells Angels. ECW Press. ISBN 978-1-55490-321-4.
- Langton, Jerry. Showdown: How the Outlaws, Hells Angels and Cops Fought for Control of the Streets. ISBN 047067878X., Toronto: John Wiley & Sons, 2010, .
- Sher, Julian & Marsden, William The Road To Hell How the Biker Gangs Are Conquering Canada. ISBN 0-676-97598-4., Toronto: Alfred Knopf, 2003,
- Schnedier, Stephen Iced: The Story of Organized Crime in Canada, Toronto: John Wiley & Sons, 2009, Schneider, Stephen (9. 12. 2009). Iced: The Story of Organized Crime in Canada. John Wiley & Sons. ISBN 978-0470835005.
- „FBI Safe Street Violent Crime Initiative Report Fiscal Year 2000” (PDF). Архивирано из оригинала (PDF) 2001-09-13. г. Приступљено 13. 8. 2010.
- „[Hpn] Hells Angels Mc Salvation Army Shelter Run”. Hpn.asu.edu. 6. 7. 2003. Архивирано из оригинала 9. 7. 2010. г. Приступљено 9. 8. 2010.
- „Under watchful eye, bikers aid charity – Thursday, Sept. 4, 2008 | midnight”. Las Vegas Sun. 4. 9. 2008. Приступљено 9. 8. 2010.
- „Hells Angels bikers banned by Netherlands court”. BBC. 29. 5. 2019. Приступљено 30. 5. 2019.</ref>

## Spoljašnje veze
- Zvanični veb-sajt – includes many chartered local charters, with links
- Anđeli pakla na veb-sajtu  (језик: енглески)
- Ray Conlogue (2002-03-02). „Bilingual on bikes”. The Globe and Mail. Приступљено 2020-07-18. „If you're a TV show and the Hells Angels are considering a court injunction to stop you from being broadcast, then that's what you'll be famous for.”
- Ibrahim, Youssef M. (3. 3. 1997). „New York Times, Sweden's Courteous Police Spoil a Hell's Angels Clubouse Party”. New York Times. Stockholm (Sweden); Sweden. Приступљено 13. 8. 2010.